# Бодон
Бодон (рос. Бодон) — село Баргузинського району, Бурятії Росії. Входить до складу Сільського поселення Сувінське.
Населення —  234 особи (2015 рік). 